# Bousteille
Bousteille (arab. بوصطيلة) – miasto w południowo-wschodniej Mauretanii, w regionie Haud asz-Szarki (czwarte co do wielkości w tym regionie), w departamencie Timbadgha. Siedziba administracyjna gminy Bousteille. W 2000 roku liczyło ok. 14,9 tys. mieszkańców. Według szacunków z 2005 roku miasto było zamieszkane przez 16 804 osoby. W tym samym roku miasto znalazło się na 25. miejscu w rankingu największych miast Mauretanii.

## Geografia
Miasto położone jest w pobliżu granicy z Mali, kilka kilometrów na południowy zachód od ruin średniowiecznego miasta Kumbi Salih.